# Neufchef
Neufchef és un municipi francès, situat al departament del Mosel·la i a la regió del Gran Est. L'any 2007 tenia 2.542 habitants.

## Demografia

### Població
El 2007 la població de fet de Neufchef era de 2.542 persones. Hi havia 1.022 famílies, de les quals 248 eren unipersonals (80 homes vivint sols i 168 dones vivint soles), 327 parelles sense fills, 331 parelles amb fills i 116 famílies monoparentals amb fills.
La població ha evolucionat segons el següent gràfic:
Habitants censats

### Habitatges
El 2007 hi havia 1.093 habitatges, 1.057 eren l'habitatge principal de la família, 1 era una segona residència i 35 estaven desocupats. 846 eren cases i 246 eren apartaments. Dels 1.057 habitatges principals, 891 estaven ocupats pels seus propietaris, 149 estaven llogats i ocupats pels llogaters i 17 estaven cedits a títol gratuït; 3 tenien una cambra, 29 en tenien dues, 117 en tenien tres, 308 en tenien quatre i 600 en tenien cinc o més. 902 habitatges disposaven pel capbaix d'una plaça de pàrquing. A 453 habitatges hi havia un automòbil i a 443 n'hi havia dos o més.

### Piràmide de població
La piràmide de població per edats i sexe el 2009 era:
| Homes | Edats   | Dones |
| ----- | ------- | ----- |
| 0     | 95 o +  | 8     |
| 0     | 90 a 94 | 24    |
| 8     | 85 a 89 | 16    |
| 24    | 80 a 84 | 20    |
| 64    | 75 a 79 | 76    |
| 68    | 70 a 74 | 108   |
| 100   | 65 a 69 | 132   |
| 80    | 60 a 64 | 108   |
| 72    | 55 a 59 | 80    |
| 44    | 50 a 54 | 72    |
| 100   | 45 a 49 | 76    |
| 84    | 40 a 44 | 88    |
| 128   | 35 a 39 | 88    |
| 56    | 30 a 34 | 48    |
| 64    | 25 a 29 | 56    |
| 64    | 20 a 24 | 48    |
| 52    | 15 a 19 | 56    |
| 52    | 10 a 14 | 108   |
| 60    | 5 a 9   | 64    |
| 40    | 0 a 4   | 44    |

## Economia
El 2007 la població en edat de treballar era de 1.486 persones, 1.090 eren actives i 396 eren inactives. De les 1.090 persones actives 1.018 estaven ocupades (557 homes i 461 dones) i 73 estaven aturades (23 homes i 50 dones). De les 396 persones inactives 125 estaven jubilades, 143 estaven estudiant i 128 estaven classificades com a «altres inactius».

### Ingressos
El 2009 a Neufchef hi havia 1.040 unitats fiscals que integraven 2.479 persones, la mediana anual d'ingressos fiscals per persona era de 19.274 €.

### Activitats econòmiques
Dels 48  establiments que hi havia el 2007, 3 eren d'empreses alimentàries, 9 d'empreses de construcció, 9 d'empreses de comerç i reparació d'automòbils, 1 d'una empresa de transport, 3 d'empreses d'hostatgeria i restauració, 1 d'una empresa d'informació i comunicació, 4 d'empreses financeres, 5 d'empreses immobiliàries, 3 d'empreses de serveis, 7 d'entitats de l'administració pública i 3 d'empreses classificades com a «altres activitats de serveis».
Dels 16 establiments de servei als particulars que hi havia el 2009, 2 eren oficines bancàries, 1 taller de reparació d'automòbils i de material agrícola, 1 autoescola, 1 paleta, 3 guixaires pintors, 1 fusteria, 2 lampisteries, 3 perruqueries i 2 restaurants.
Dels 4 establiments comercials que hi havia el 2009, 1 era un hipermercat, 2 fleques i 1 una fleca.
L'any 2000 a Neufchef hi havia 5 explotacions agrícoles.

## Equipaments sanitaris i escolars
El 2009 hi havia 1 centre de salut i 1 farmàcia.
El 2009 hi havia 1 escola maternal i 1 escola elemental.

## Poblacions més properes
El següent diagrama mostra les poblacions més properes.